# Mezei boglárka
A mezei boglárka (Polyommatus dorylas) a boglárkalepke-félék családjába tartozó, Európában és Nyugat-Ázsiában honos lepkefaj. Egyéb elnevezése: fénylő boglárka.

## Megjelenése
A mezei boglárka szárnyfesztávolsága 2,8-3,2 cm. A hím szárnyainak felső oldala ragyogó türkizkék, keskeny fekete szegéllyel és fekete érvégekkel; más rajzolat nincs. A nőstény sötétbarna, a szárnyak töve néha kéken behintett, a hátsó szárny és az elülső szárny aljának szegélyén narancsvörös foltsor látszik, olykor külső fekete pontsorral. A szárnyak fonákja palaszürke vagy világos barnásszürke. A szárnyak szélén viszonylag gyengén kifejeződő narancsvörös szegélyfoltsor található. Ennek kerete alig van és a vele összeolvadó fehér rojttal együtt a foltsáv igen szélesnek látszik; a belső sötét ívek csak árnyékként mutatkoznak. Ettől beljebb fekete-fehér szemfoltsor húzódik, amely elsősorban az elülső szárnyon feltűnő. 
Változékonysága a nőstények kék behintésében és szegélyfoltsor hosszában mutatkozik meg. 
Petéje lapított, fehér színű, felszínét sűrűn borítják a szemölcsök/kiemelkedések. 
Hernyója világoszöld, bársonyos szőrű, sötétzöld hátvonallal, amelynek mentén sárga vonalkák láthatók, és világossárga oldalvonallal. 

### Hasonló fajok
Hasonlíthat hozzá a közönséges boglárka, az ibolyaszín boglárka, az égszínkék boglárka, az ezüstkék boglárka vagy a csillogó boglárka.

## Elterjedése
Európában (az Ibériai-félszigettől a Balkánig) és Törökországban honos a Kaukázusig. Északon Dél-Skandináviáig hatol. Magyarországon a középhegységekben él. Az országban két alfaja fordul elő: a P. d. dorylas és a P.d. magnus. 

## Életmódja
Sziklagyepek, sziklalejtők, puszták, szikár legelők lepkéje. 
A P. d. dorylas alfajnak két (május-június és július-szeptember), a P. d. magnus-nak egy (június vége, augusztus eleje) nemzedéke repül évente Magyarországon. Az imágók többnyire kakukkfű, szegfű, ördögszem virágán keresnek nektárt. A hímek jó repülők, sokszor csapatosan szívogatnak a nedves földön. A nőstények kevésbé aktívak, többnyire a hernyó fő tápnövényének, a nyúlszapukának közelében találhatók. Ritkábban somkóróra, kakukkfűre, herére, lednekre, kőfali pintyőre is rakhatja a petéjét. A hernyó cukros váladékot bocsát, ki, ezzel vonzza magához a ragadozókat elriasztó hangyákat. Hernyóként áttelel és a következő év tavaszán bábozódik be. 
Magyarországon védett, természetvédelmi értéke 5 000 Ft.

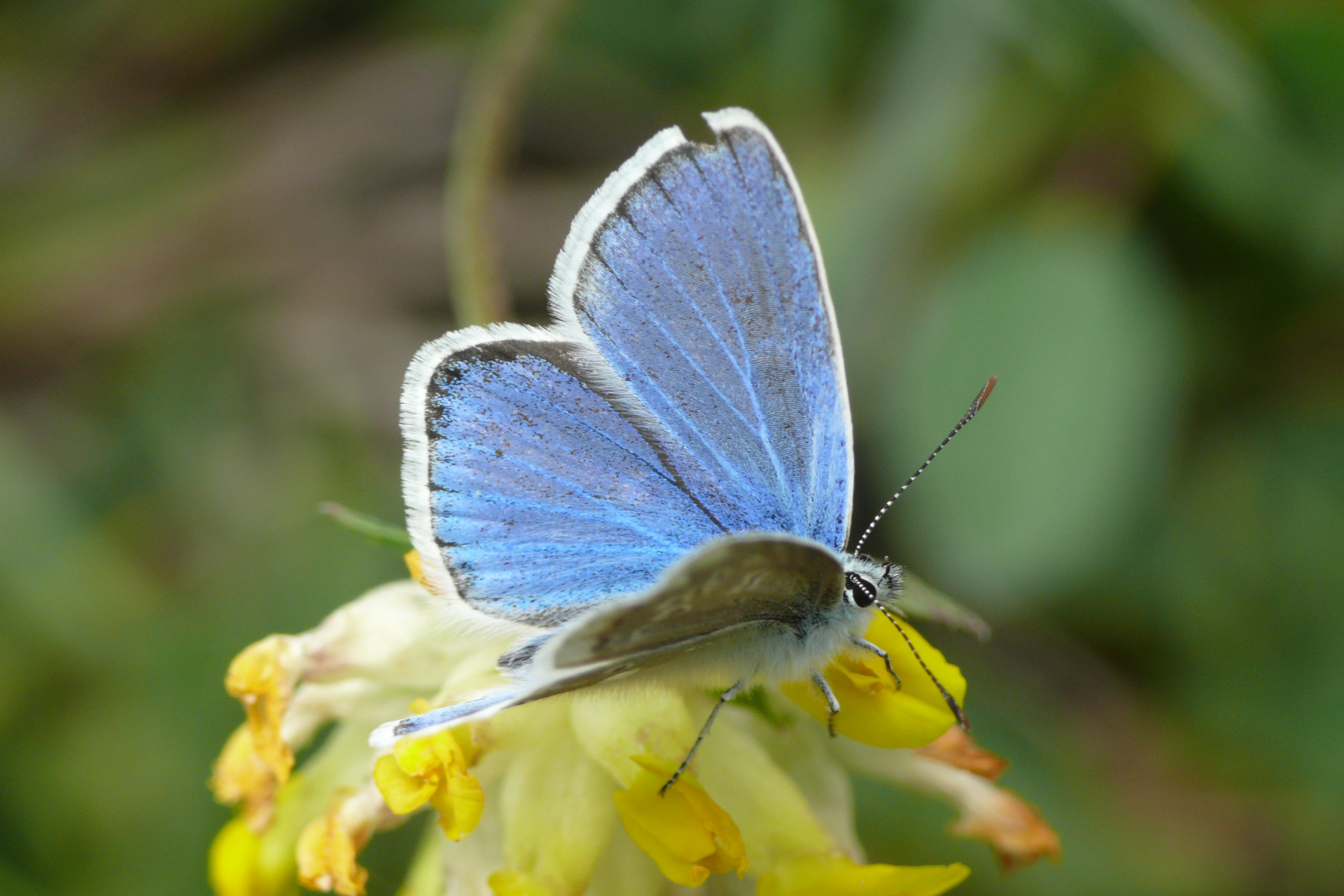
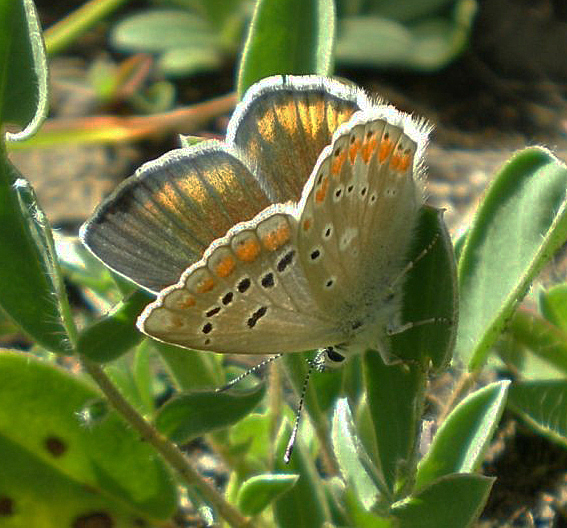
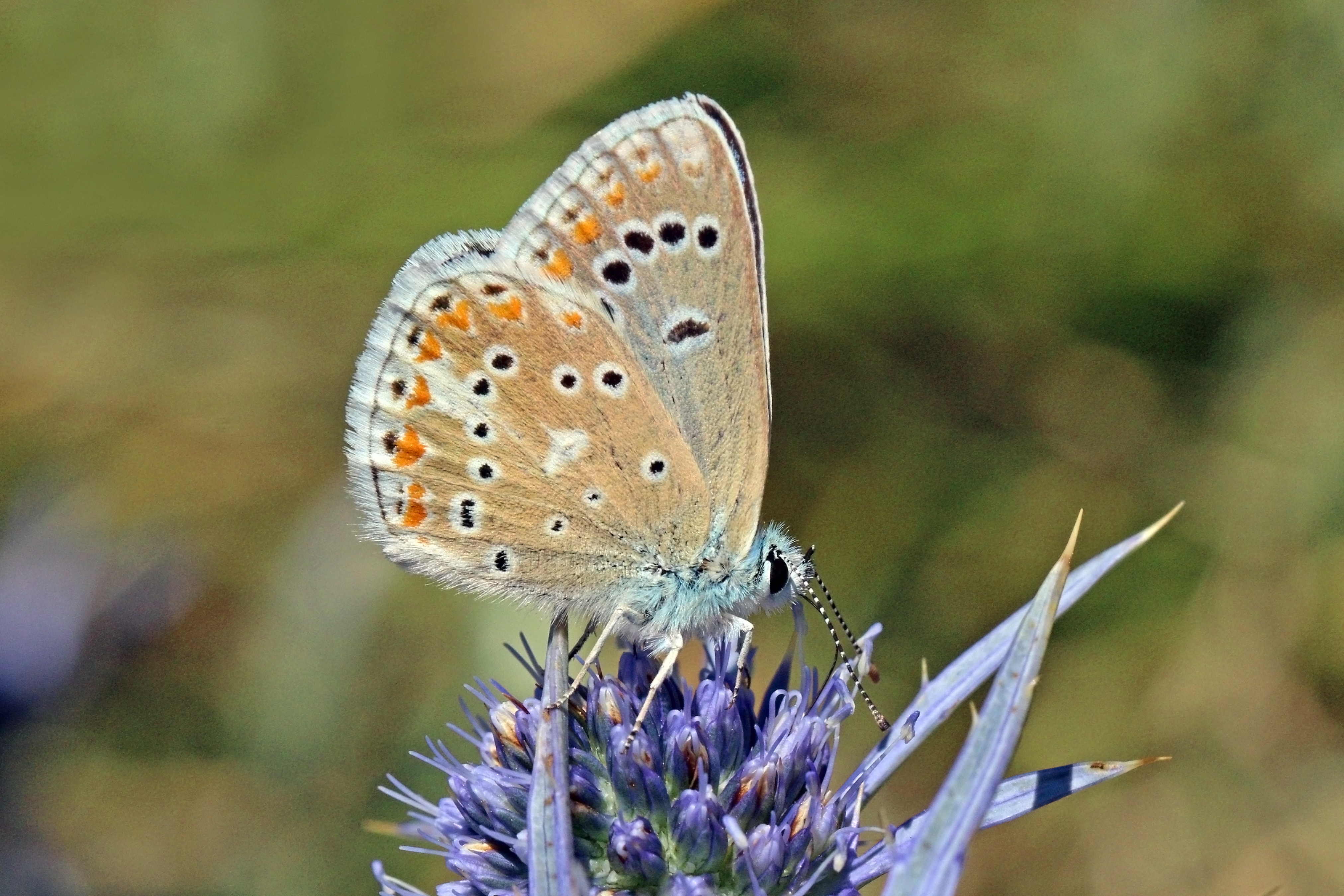
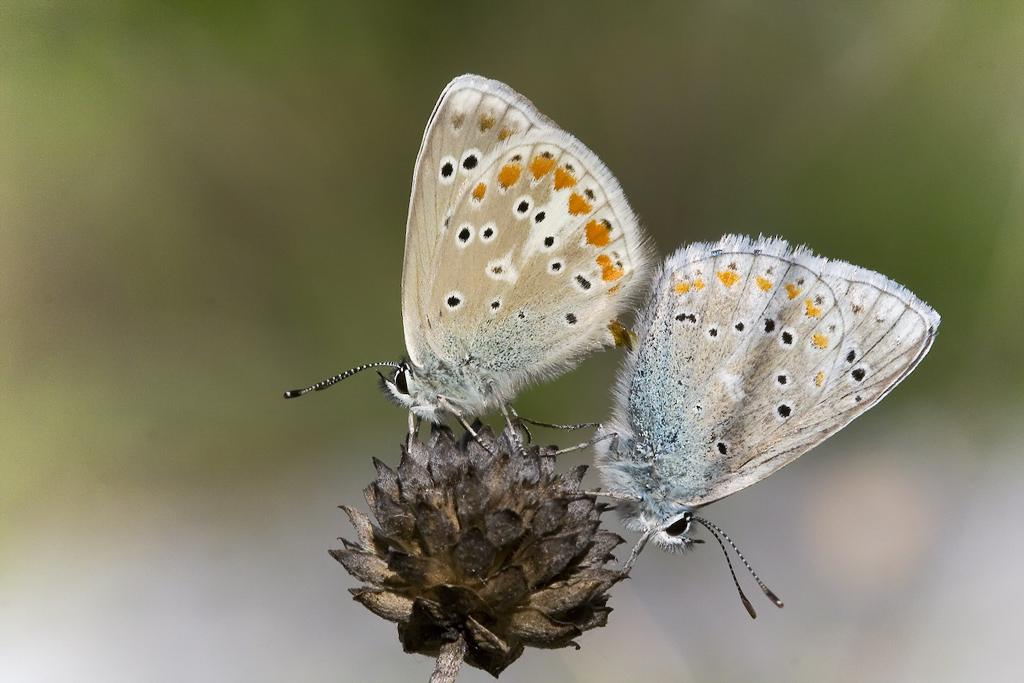